# Azijska literatura

## Delitev
Književnost vzhodne Azije:
- kitajska književnost
- japonska književnost
- korejska književnost

Književnost osrednje Azije:
- bengalska književnost
- indijska književnost
- pakistanska književnost

Književnost zahodne Azije:
- arabska književnost
- perzijska književnost
- turška književnost

Književnost jugovzhodne Azije:
- filipinska književnost

## Indijska književnost
Razvoj indijske književnosti se v starem in srednjem veku členi na dvoje velikih obdobij; prvo traja od srede 2. tisočletja do leta 200 pr. št. (obdobje Ved), drugo pa se je začelo po letu 200 pr. št. in je trajalo do 1200 (klasično obdobje). Razvile so se vse glavne literarne vrste ali zvrsti: lirske, epske in dramske ter pripovedništvo v verzih in prozi. Njen glavni jezik je sanskrt, deloma pa tudi prakrt in pali. Najstarejša oblika indijske poezije so religiozne himne, ohranjene v Vedah: Rigveda, Samaveda, Jadžurveda, Atharvaveda. Stare indijske religiozne, mitološke, zgodovinske in pripovedne tradicije so si ustvarile epski izraz predvsem v obeh osrednjih epih, Mahabharati in Ramajani. Predstavnik indijske lirike je Kalidasa, prav tako je le ta tudi dramski avtor. Napisal je troje dramskih del: Malavika in Agnimitra, Urvaši in Šakuntala.

## Kitajska književnost
Njeni začetki so težko ugotovljeni; po mnenju nekaterih znanstvenikov segajo v sredo 2. tisočletja pr. št. Kitajsko literaturo delimo navadno v obdobja po cesarskih dinastijah: Džov, Han, dinastija Tang, dinastija mongolskih vladarjev, in Ming. Prva dela kitajske književnosti so bila filozofsko-moralistična, napisana v prozi ali verzih, imenovana didaktični spisi. Najstarejši pesniški teksti so se ohranili v pesniški zbirki Ši-džing, v katero je Konfucij zbral dotedanje kitajsko pesniško izročilo. Za najpomembnejšega kitajskega pesnika velja Li Bai. Kitajska pripovedna proza pa je dosegla vrh, ko so nastale številne zbirke novel. Primer take zbirke je Kin-ku-ki-kuan (Nenavadne zgodbe iz novih in starih časov). Razvil se je tudi roman: San-guo-či-jen-i (Zgodba o treh cesarstvih), Šuj-hu-džuan (Razbojniki iz močvirja Ljan Šan), Džin-ping-mej (Češpljev cvet v zlati vazi). Za največjega dramatika klasične dramske dobe pod mongolsko dinastijo velja Guan Hančing. Najpopularnejše delo tega stoletja je igra Ši-šjang-dži (Zgodba o zahodni sobi).

## Japonska književnost
Japonska književnost je poleg arabske najmlajša med velikimi orientalska literatura starega in srednjega veka. Deli se na štiri obdobja: obdobje najstarejših književnih spomenikov (8. stoletje), klasična doba (792–1186), poklasično obdobje (1186–1601) in obdobje Tokugava (1603–1868). Najstarejši primeri japonske lirike so se ohranili v dveh mitološko-zgodovinskih delih z začetka 8. stoletja: Kadžiki in Nihongi. V klasičnem hejanskem obdobju je nastala prva uradna antologija japonske lirike: Kokinšu. Prva večja dela japonske proze so začela nastajati v 10. stoletju. Vrh japonske proze in hkrati najpomembnejši japonski roman je Gendži monogatari (Zgodbe princa Gendžija). V dramatiki pa je najizvirnejša gledališka umetnost, imenovana no.

## Književnost 20. stoletja
Za razvoj azijske književnosti 20. stoletja sta zaslužna predvsem pripovednika Lu Šun (Lu Hsin) in Jasunari Kavabata. Lu Šun (Peking) je najvidnejši predstavnik novega kitajskega pripovedništva in obnovitelj kitajske proze. Jasunari Kavabata (Tokio) je prvi japonski pripovednik 20. stoletja, ki je s svojimi deli prodrl v Evropo. Rabindranath Tagore (bengalski pesnik, dramatik in pisatelj) je postal leta 1913 prvi azijski nobelov nagrajenec.

## Slovenski strokovnjaki za azijsko literaturo
- Maja Lavrač (tradicionalna kitajska lirika)
- Tina Ilgo (moderna kitajska književnost)
- Jana Rošker (moderna kitajska književnost)
- Tamara Ditrich (staroindijska in vedska besedila)
- Iztok Ilc (prevajalec japonske literature)
- Katja Kolšek (prevajalka kitajske literature)
- Maja Milčinski (prevajalka kitajske literature)
- Vlasta Pachainer (prevajalka indijske literature)

## Azijski literarni portali na Wikipediji
- arabski
- azerbejdžanski
- perzijski
- korejski
- armenski
- indonezijski
- malezijski
- japonski
- vietnamski
- tadžikijski
- tajski